# Viera
VIERA (яп. «ビエラ», англ. «Visual Era», рус. «Визуальная Эра») — торговая марка Panasonic на рынке плоскопанельных телевизоров.

## О торговой марке
Под торговой маркой VIERA с 2004 года компания Panasonic выпускает плазменные и жидкокристаллические телевизоры.
Кроме того, VIERA — это также и обобщающее название фирменных технологий формирования изображения Panasonic, в основе которых три составляющие: процессор, драйвер и панель.

## Эволюция от кинескопа до телевизора VIERA
- 1952 год — первый ч/б ЭЛТ-телевизор Panasonic
- 1960 год — первый цветной ЭЛТ-телевизор Panasonic
- 1996 год — первый плазменный дисплей Panasonic 26 дюймов
- 2004 год — первый плазменный телевизор Panasonic VIERA (TH-42PV30)

## Рекорды VIERA
- 2005 год — первый в мире плазменный телевизор 65 дюймов
- 2006 год — первая в мире серийная плазменная панель 103 дюйма
- 2007 год — первый в мире плазменный телевизор 42 дюйма Full HD
- 2008 год — первый в мире плазменный телевизор 150 дюймов
- 7 октября 2008 года компания Panasonic выпустила свой 300-миллионный телевизор и стала первым TV-производителем, достигшим столь весомого производственного показателя.

## Производство и сборка
- 1-я фабрика Ибараки, Япония. Ввод в эксплуатацию 2003
- 2-я фабрика Шанхай, Китай. Ввод в эксплуатацию 2004
- 3-я фабрика Амагасаки, Япония. Ввод в эксплуатацию 2005
- 4-я фабрика Амагасаки, Япония. Ввод в эксплуатацию 2007
- 5-я фабрика Амагасаки, Япония. Ввод в эксплуатацию Май 2009

Ведется строительство фабрики по производству ЖК-панелей IPS Alpha в городе Химэдзи, Япония.
Сборка моделей для Российского рынка осуществляется в Чехии (Плазма) и Малайзии (ЖК).

## Модельный ряд
Модельный ряд по году выпуска.

### 2009
15 мая 2009 года на ежегодной пресс-конференции Panasonic была представлена концепция Новая VIERA, в основе которой измененный подход к именованию серий и маркировке моделей.
Теперь в каждой из представленных серий есть как плазменные, так и ЖК-телевизоры (раньше было четкое разделение серий на «Плазма» / «ЖК»).
Новая маркировка
Маркировка на примере плазменного телевизора Panasonic VIERA TX-PR50V10 и ЖК-телевизора Panasonic VIERA TX-LR37V10
- TX — телевизор
- P — плазменный, L — жидкокристаллический
- R — для России
- 50, 37 — Размер диагонали
- V — серия

#### Серии
- Серия Z — супертонкие и стильные (толщина всего 1 дюйм, великолепная передача движения с технологией 600Hz Sub-Field Drive, поддержка VIERA Cast).
- Серия V — телевизоры, обладающие новейшими интерактивными и сетевыми возможностями (поддержка VIERA Cast, яркие и насыщенные цвета благодаря расширенной цветовой палитре c Digital Cinema Colour).
- Серия G — «лучший выбор для домашнего кинотеатра» (плазменные телевизоры — четкая передача движения с технологией 600Hz Sub-Field Drive, контрастность 2 000 000:1; ЖК-телевизоры — 100Hz Motion Picture Pro + Motion Focus, контрастность 20 000:1).
- Серия S — «лучший выбор для любителей видеоигр» (игровой режим, плазменные телевизоры — четкая передача движения с 550Hz Sub-Field Drive, ударопрочный экран TUF Панель; ЖК-телевизоры — панель IPS Alpha, срок службы 60 000 часов).
- Серия A — не поставляется на Российский рынок
- Серия U — только плазменные модели. Аналог серии S. Отличия от S-серии: нет антибликового фильтра, входа для ПК (D-sub), 2xHDMI
- Серия X — «телевизор для всей семьи» (система управления VIERA Link, срок службы — 100 000 часов для плазменных моделей, 60 000 часов для ЖК моделей, глубокий черный цвет)
  - X15 — не поставляется на Российский рынок
  - X10
- Серия C — аналог серии X. Отличия от плазменных моделей X-серии: нет антибликового фильтра, входа для ПК (D-sub), 2xHDMI

### 2008
- Плазменные телевизоры Full HD: PY800, PY85, PY80, PY8
- ЖК-телевизоры Full HD: LZ85, LZ80
- Плазменные телевизоры HD Ready: PV80, PV8
- ЖК-телевизоры HD Ready: LX85, LX80, LE8

### 2007
- Плазменные телевизоры Full HD: PY700, PY70
- ЖК-телевизоры Full HD: LZ70
- Плазменные телевизоры HD Ready: PV700, PV70, PV7
- ЖК-телевизоры HD Ready: LX700, LX70, LM70, LE7, LA70

### 2006
- Плазменные телевизоры HD Ready: PV600, PV60, PA60
- ЖК-телевизоры HD Ready: LX600, LX60, LE60, LA60

### 2005
- Плазменные телевизоры HD Ready: PV500, PA50
- ЖК-телевизоры HD Ready: LX500, LX50, LA5, LB5

### 2004
- Плазменные телевизоры HD Ready: PV30, PA30
- ЖК-телевизоры HD Ready: LX1, LB30, LA2

## Технологии
VIERA Link -
это функция Panasonic для управления компонентами домашнего
кинотеатра: AV-ресивером, DVD-рекордером, DVD-плеером,
Blu-ray-плеером, домашним кинотеатром «в одной коробке»,
видеокамерой высокой четкости AVCHD и цифровым фотоаппаратом
Lumix, подключенными к телевизору Viera по HDMI интерфейсу
(CEC).
Управление осуществляется при помощи всего одного пульта дистанционного управления от телевизора Viera.

## Дополнительные материалы
Тесты и обзоры 2009
- iXBT: Плазменный телевизор Panasonic VIERA TX-PR54Z11
- iXBT: Плазменный телевизор Panasonic VIERA TX-PR50V10
- iXBT: Плазменный телевизор Panasonic VIERA TX-PR42S10
- iXBT: ЖК-телевизор Panasonic VIERA TX-LR32V10
- iXBT: ЖК-телевизор Panasonic VIERA TX-LR37G10

Тесты и обзоры 2008
- iXBT: Плазменный телевизор Panasonic VIERA TH-R50PY800
- iXBT: ЖК-телевизор Panasonic VIERA TX-R37LZ85
- Плазма: мифы и реальность
- Телевизор Panasonic TH-R42PY70 — 42 дюйма Full HD плазмы
- Zoom.Cnews: VIERA Link — система домашнего развлечения от Panasonic
- YouTube: Видеоописание VIERA Link